# Episodi di High School DxD
Questa è la lista degli episodi che compongono l'adattamento ad anime di High School DxD.
Un adattamento animato, annunciato il 15 aprile 2011, è stato trasmesso su AT-X dal 6 gennaio 2012 al 3 luglio 2018. L'anime è stato prodotto per le prime 3 stagioni da TNK sotto la direzione di Tetsuya Yanagisawa, con la sceneggiatura curata da Takao Yoshioka, le musiche sono di Ryosuke Nakanishi, i personaggi di Junji Goto e la produzione è di Hisato Usui, Jun Hatano, Shigeru Saito, Shinsaku Tanaka, Takuro Hatakeyama, e Tetsuya Tsuchihashi. La quarta stagione è stata prodotta da Passione sotto la direzione di Yoshifuma Sueda, con la sceneggiatura curata da Kenji Konuta, i personaggi sono di Makoto Uno. Ad oggi la serie è composta da 49 episodi suddivisi in quattro stagioni. Gli episodi 13 e 14 della prima stagione sono episodi OAD usciti in allegato ai volumi 13 e 15 delle light novel.

## High School DxD(2012)
La prima stagione è stata trasmessa dal 6 gennaio e il 23 marzo 2012, per poi essere trasmesso su tvk, CTC, TVA, Dom Television, Tokyo MX e BS11. La versione trasmessa da AT-X è quella senza censure distribuita anche in DVD, mentre l'edizione trasmessa dalle altre reti presentava delle censure. Sei DVD e Blu-ray sono stati distribuiti da Media Factory, tra il 21 marzo e il 29 agosto 2012, dove all'interno di ciascun volume saranno contenuti 2 episodi dell'anime, più un breve OAV dal titolo Moso bakuyure kaijo Original Video (妄想爆揺解除オリジナルビデオ ?, Moso bakuyure kaijo Orijinaru Bideo, lett. "Rilascia gli inganni oscillando Original Video"). Un episodio OAV è stato pubblicato in un disco Blu-ray con la tredicesima light novel il 6 settembre 2012; questo OAV dovrebbe corrispondere al tredicesimo episodio dell'anime. La sceneggiatura verrà curata da Ichiei Ishibumi, l'autore delle light novel. Un altro episodio della prima stagione, scritto anche questo da Ishibumi, è stato distribuito con la versione limitata nella quindicesima novel a maggio 2013.

### Episodi della stagione
| Nº    | Titolo italiano (traduzione letterale) Giapponese 「Kanji」 - Rōmaji                            | In onda          | In onda |
| Nº    | Titolo italiano (traduzione letterale) Giapponese 「Kanji」 - Rōmaji                            | Giapponese       |         |
| 1     | Finalmente ho la ragazza! 「彼女、できました!」 - Kanojo, dekimashita!                          | 6 gennaio 2012   |         |
| 2     | Non sono più un essere umano! 「人間、やめました!」 - Ningen, yamemashita!                      | 13 gennaio 2012  |         |
| 3     | Ho incontrato una nuova amica! 「友達、できました!」 - Tomodachi, dekimashita!                  | 20 gennaio 2012  |         |
| 4     | Salverò la mia amica! 「友達、救います!」 - Tomodachi, sukuimasu!                               | 27 gennaio 2012  |         |
| 5     | Sconfiggerò la mia ex-ragazza! 「元カノ、倒します!」 - Motokano, taoshimasu!                    | 3 febbraio 2012  |         |
| 6     | Il mio mestiere di Diavolo! 「アクマ、やってます!」 - Akuma, yattemasu!                         | 10 febbraio 2012 |         |
| 7     | Mi troverò un famiglio! 「使い魔、ゲットします!」 - Tsukaima, getto shimasu!                    | 17 febbraio 2012 |         |
| 8     | Ho iniziato uno scontro! 「喧嘩、売ります!」 - Kenka, urimasu!                                  | 24 febbraio 2012 |         |
| 9     | Inizia il mio allenamento! 「修行、はじめました!」 - Shugyō, hajimemashita!                     | 2 marzo 2012     |         |
| 10    | Inizia la battaglia decisiva! 「決戦、始まります!」 - Kessen, hajimarimasu!                     | 9 marzo 2012     |         |
| 11    | Alte lodi durante la battaglia finale! 「絶賛、決戦中です!」 - Zessan, Kessenchū desu!          | 16 marzo 2012    |         |
| 12    | Sono venuto a mantenere la promessa! 「約束、守りに来ました!」 - Yakusoku, mamori ni kimashita! | 23 marzo 2012    |         |
| OAV 1 | Sto raccogliendo seni! 「おっぱい、実ります！」 - Oppai, minorimasu!                            | 6 settembre 2012 |         |
| OAV 2 | Sto cercando seni! 「おっぱい、求めます!」 - Oppai, motomemasu!                                 | 31 maggio 2013   |         |

### OAV special dei DVD
| Nº | Titolo italiano (traduzione letterale) Giapponese 「Kanji」 - Rōmaji                                                | Pubblicazione in DVD | Pubblicazione in DVD |
| Nº | Titolo italiano (traduzione letterale) Giapponese 「Kanji」 - Rōmaji                                                | Giapponese           |                      |
| 1  | Andando a prendere il sole 「海水浴、行きます」 - Kaisuiyoku, ikimasu                                               | 21 marzo 2012        |                      |
| 2  | L'allenamento personale di Akeno 「朱乃お姉さま、個人修行ですわ」 - Akeno onee-sama, kojin shugyō desu wa           | 25 aprile 2012       |                      |
| 3  | Koneko esagera un po'...Meow 「小猫、ちょっと大胆、、、にゃん」 - Koneko, chotto daitan... Nyan                     | 23 maggio 2012       |                      |
| 4  | La storia mai raccontata della nascita del Dress Break? 「ドレスブレイク、誕生秘話?」 - Doresu Bureiku, tanjō hiwa? | 27 giugno 2012       |                      |
| 5  | Preparando gli Udon 「うどん、作ります」 - Udon, tsukurimasu                                                        | 25 luglio 2012       |                      |
| 6  | La trasformazione di Asia 「アーシア、変身します」 - Āshia, henshin shimasu                                         | 29 agosto 2012       |                      |

## High School DxD New(2013)
Al termine dei titoli di coda del primo OAV della prima stagione, è stata annunciata la produzione di una seconda stagione dell'anime. Essa è intitolata High School DxD New ed è andata in onda dal 7 luglio al 22 settembre 2013 su AT-X. L'edizione home video contiene scene inedite non presenti nella versione televisiva.

### Episodi della stagione
| Nº  | Titolo italiano (traduzione letterale) Giapponese 「Kanji」 - Rōmaji                                 | In onda             | In onda |
| Nº  | Titolo italiano (traduzione letterale) Giapponese 「Kanji」 - Rōmaji                                 | Giapponese          |         |
| 1   | Una brutta sensazione, di nuovo! 「不穏な予感、再びです!」 - Fuon'na yokan, futatabidesu!            | 7 luglio 2013       |         |
| 2   | Eccola, la Spada Sacra! 「聖剣、来ました!」 - Seiken, kimashita!                                     | 14 luglio 2013      |         |
| 3   | Distruggi la Spada Sacra! 「聖剣、破壊します!」 - Seiken, hakai shimasu!                             | 21 luglio 2013      |         |
| 4   | Un nemico formidabile! 「強い敵、現れました!」 - Kyouteki, arawaremashita!                           | 28 luglio 2013      |         |
| 5   | La resa dei conti dell'Accademia Kuou! 「決戦、駒王学園!」 - Kessen, Kuō gakuen!                     | 4 agosto 2013       |         |
| 6   | Forza, club sulla ricerca dell'occulto! 「行け! オカルト研究部!」 - Ike! Okaruto kenkyū-bu!          | 11 agosto 2013      |         |
| 7   | Estate! Costumi! Pericolo! 「夏です！水着です！ピンチです!」 - Natsu-desu! Mizugi-desu! Pinchi-desu! | 18 agosto 2013      |         |
| 8   | La giornata dei genitori ha inizio! 「授業参観、はじまります!」 - Jugyō sankan, hajimarimasu!        | 25 agosto 2013      |         |
| 9   | Un nuovo alfiere! 「後輩、できました!」 - Kōhai, dekimashita!                                        | 1º settembre 2013   |         |
| 10  | Gerarchie complicate! 「色々、三すくみです!」 - Iroiro, sansukumidesu!                               | 8 settembre 2013    |         |
| 11  | La riunione ha inizio! 「トップ会談、はじまります!」 - Toppu kaidan, hajimarimasu!                   | 15 settembre 2013   |         |
| 12  | Lo scontro tra i Draghi Celesti! 「二天龍、激突!」 - Ni Tenryū, Gekitotsu!                           | 22 settembre 2013   |         |
| OAV | Sono avvolto da seni! 「おっぱい、包みます!」 - Oppai, tsutsumimasu!                                 | 10 marzo 2015 (DVD) |         |

## High School DxD Born(2015)
La terza stagione della serie animata di High School DxD è andata in onda dal 4 aprile al 20 giugno 2015.

### Episodi della stagione
| Nº  | Titolo italiano Giapponese 「Kanji」 - Rōmaji                                           | In onda               | In onda |
| Nº  | Titolo italiano Giapponese 「Kanji」 - Rōmaji                                           | Giapponese            |         |
| 1   | Vacanze Estive, andiamo all'Inferno! 「夏休み、冥界へGO!」 - Natsuyasumi, meikai e GO!  | 4 aprile 2015         |         |
| 2   | Giovani demoni, adunata! 「若手悪魔、集合です!」 - Wakate akuma, shūgō desu!            | 11 aprile 2015        |         |
| 3   | Il gatto e il dragone 「猫とドラゴン」 - Neko to Doragon                                | 18 aprile 2015        |         |
| 4   | Intercettazione, inizio! 「迎撃、開始です！」 - Geigeki, kaishi desu!                   | 25 aprile 2015        |         |
| 5   | Ultimo giorno di vacanze estive! 「夏休み最後の日です!」 - Natsuyasumi saigo no hidesu! | 2 maggio 2015         |         |
| 6   | Secondo semestre, è iniziato! 「二学期, はじめました!」 - Nigakki, hajimemashita!       | 9 maggio 2015         |         |
| 7   | La notte prima dello scontro! 「対戦前夜です!」 - Taisen zen'ya desu!                   | 16 maggio 2015        |         |
| 8   | Asia, salviamola! 「アーシア、救います！」 - Āshia, sukuimasu!                          | 23 maggio 2015        |         |
| 9   | Drago dei Draghi 「ドラゴン・オブ・ドラゴン」 - Doragon Obu Doragon                     | 30 maggio 2015        |         |
| 10  | La scomparsa del Club dell'Occulto 「オカ研消失!?」 - Oka-ken shōshitsu!?               | 6 giugno 2015         |         |
| 11  | Io, combatterò! 「俺、戦います!」 - Ore, tatakaimasu!                                   | 13 giugno 2015        |         |
| 12  | Sempre, per sempre! 「いつでも、いつまでも！」 - Itsudemo, itsumademo!                  | 20 giugno 2015        |         |
| OAV | La fenice non risorta 「蘇らない不死鳥」 - Yomigaerarenai Fenikkusu                     | 9 dicembre 2015 (DVD) |         |

## High School DxD Hero(2018)
La quarta stagione della serie animata di High School DxD è andata in onda dal 10 aprile al 3 luglio 2018.
L'episodio 0 è un riepilogo più fedele alla light novel dell'episodio 9 della terza stagione. Gli episodi 10, 11 e 12 di BorN vengono ignorati in Hero in quanto filler.

### Episodi della stagione
| Nº | Titolo italiano (traduzione letterale) Giapponese 「Kanji」 - Rōmaji | In onda        | In onda |
| Nº | Titolo italiano (traduzione letterale) Giapponese 「Kanji」 - Rōmaji | Giapponese     |         |
| 0  | La santa dietro la palestra 「体育館裏のホーリー」 - Taiikuka ura no hori | 10 aprile 2018 |         |
| 1  | Esatto, andiamo a Kyoto 「そうさ、京都に行こう」 - So sa, Kyoto ni ikou | 17 aprile 2018 |         |
| 2  | Gita scolastica, un attacco improvviso 「修学旅行、いきなり襲撃です」 - Shūgakuryokō, ikinari shūgekidesu                                                                                | 24 aprile 2018 |         |
| 3  | Il gruppo di eroi è arrivato 「英雄さまごー行です」 - Eiyū-sama gō ikou desu | 1 maggio 2018  |         |
| 4  | Battaglia decisiva! Famiglia Gremory VS Hero Faction a Kyoto 「決戦!グレモリー眷属VS英雄派IN京都」 - Kessen! Guremorī kenzoku VS eiyū-ha IN Kyōto                                        | 8 maggio 2018  |         |
| 5  | Il mio potenziale liberato! 「可能性が解き放たれます!」 - Kanōsei ga tokihanata remasu!                                                                                                  | 15 maggio 2018 |         |
| 6  | Pandemonio nella gita scolastica! 「修学旅行はパンデモニウム」 - Shugakuryoko wa Pandemoniomu!                                                                                           | 22 maggio 2018 |         |
| 7  | Ci stiamo preparando per la festa scolastica! 「学園祭の準備です！」 - Gakuen-sai no junbi desu!                                                                                         | 29 maggio 2018 |         |
| 8  | Il cuore di una ragazza è complicato 「乙女心は複雑です」 - Otome kokoro wa fukuzatsu desu                                                                                               | 5 giugno 2018  |         |
| 9  | La battaglia decisiva per il giovane più forte, inizia! 「若手最強決定戦、開始です！」 - Wakate saikyō kettei-sen, kaishi desu!                                                          | 12 giugno 2018 |         |
| 10 | Come un membro della famiglia di Rias Gremory 「リアス・グレモリーの眷属として」 - Riasu Guremorī no kenzoku to shite                                                                    | 19 giugno 2018 |         |
| 11 | life.MAX vs power.MAX 'Uomo contro Uomo' 「life.MAX vs power.MAX「男 vs 男」」 - life.MAX vs power.MAX「otoko tai otoko」                                                                | 26 giugno 2018 |         |
| 12 | life.MAXIMUM vs power.MAXIMUM Cuor di Leone del festival scolastico 「life.MAXIMUM vs power.MAXIMUM 学園祭のライオンハート」 - life.MAXIMUM vs power.MAXIMUM gakuen matsuri no Raionhāto | 3 luglio 2018  |         |